# Stazione di Fontanil
La stazione di Fontanil (in francese gare de Fontanil) è una fermata ferroviaria posta sulla linea Nizza-Breglio. Serve il centro abitato di Fontanil frazione di Drappo.

## Storia
La fermata venne inaugurata il 3 settembre 2012, per servire il nuovo liceo René Goscinny, aperto l'anno successivo.

## Strutture e impianti
La fermata è composta da un fabbricato viaggiatori e dal solo binario di circolazione.